# Kladrum
Kladrum ist ein Ortsteil der Gemeinde Zölkow im Landkreis Ludwigslust-Parchim. Das Dorf liegt im Westen des Gemeindegebiets beidseitig der Warnow. Durch den Ort führt die Bundesstraße 392 von Crivitz nach Goldberg.
Als Baudenkmal ausgewiesen sind die mittelalterliche Dorfkirche und das Pfarrhaus sowie das Kriegerdenkmal auf dem Friedhof.
2010 war die 650-Jahr-Feier des Dorfes.

## Persönlichkeiten
- Anna Kummerlöw (* 1989) – Weltmeisterin im Dudelsack-Spielen 2017[2]